# Covas (Tábua)
Covas é uma povoação portuguesa do Município de Tábua que foi sede da extinta Freguesia de Covas, freguesia que tinha 17,47 km² de área e 1 085 habitantes (2011), e, por isso, uma densidade populacional de 62,1 hab./km². 
Em 2013, no âmbito da reforma administrativa, a Freguesia de Covas foi anexada à Freguesia de Vila Nova de Oliveirinha, criando-se a União de Freguesias de Covas e Vila Nova de Oliveirinha.
Situada na zona leste do município, Covas dista catorze quilómetros da vila de Tábua.

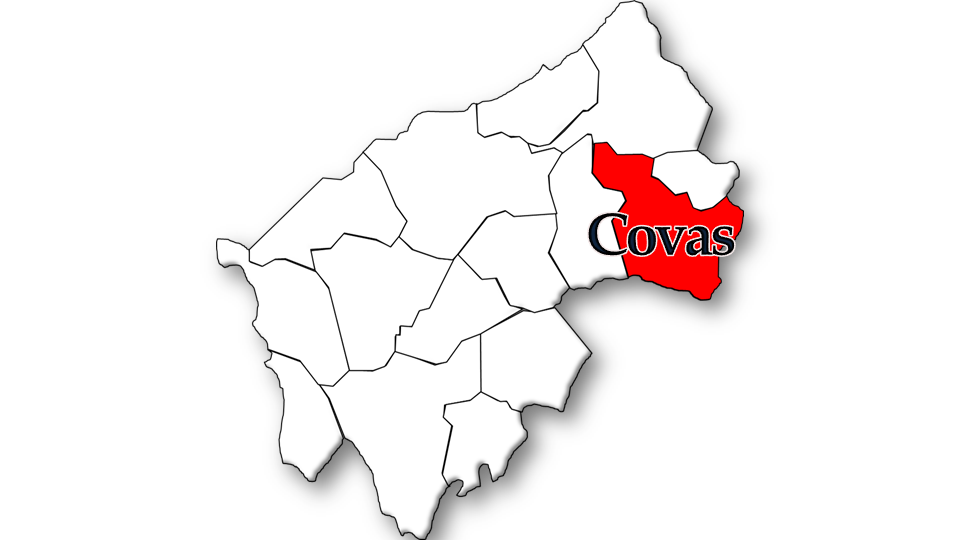
Localização no Município de Tábua

## População

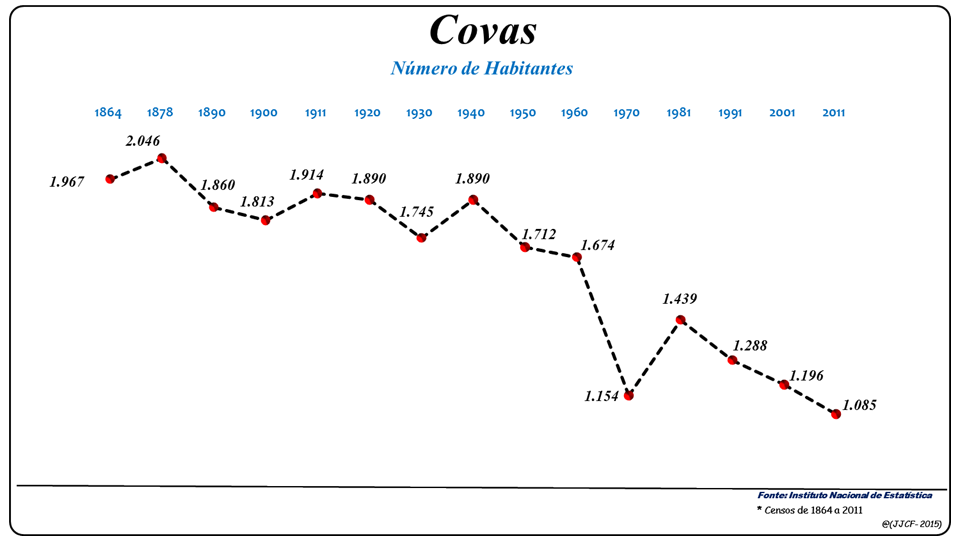
Evolução da População (1864 / 2011)

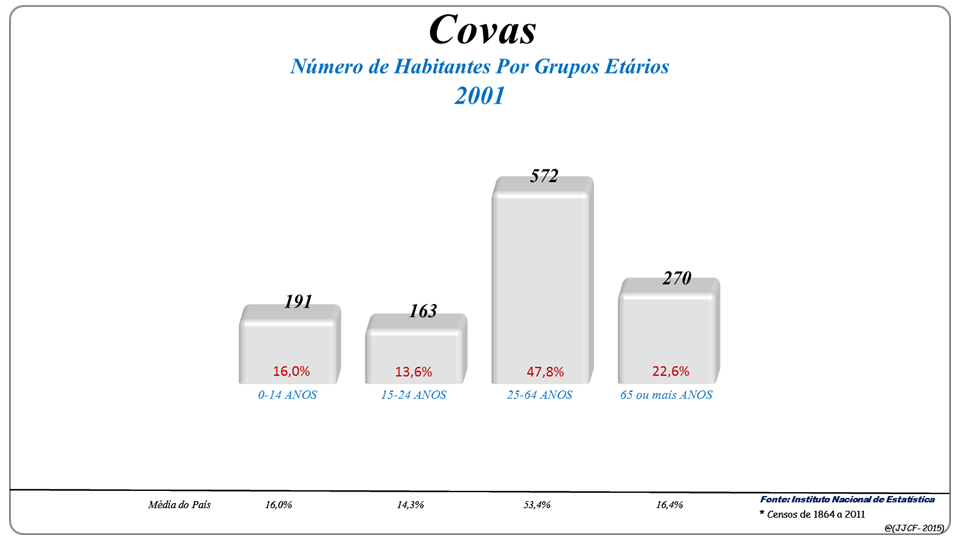
Grupos Etários (2001 e 2011)

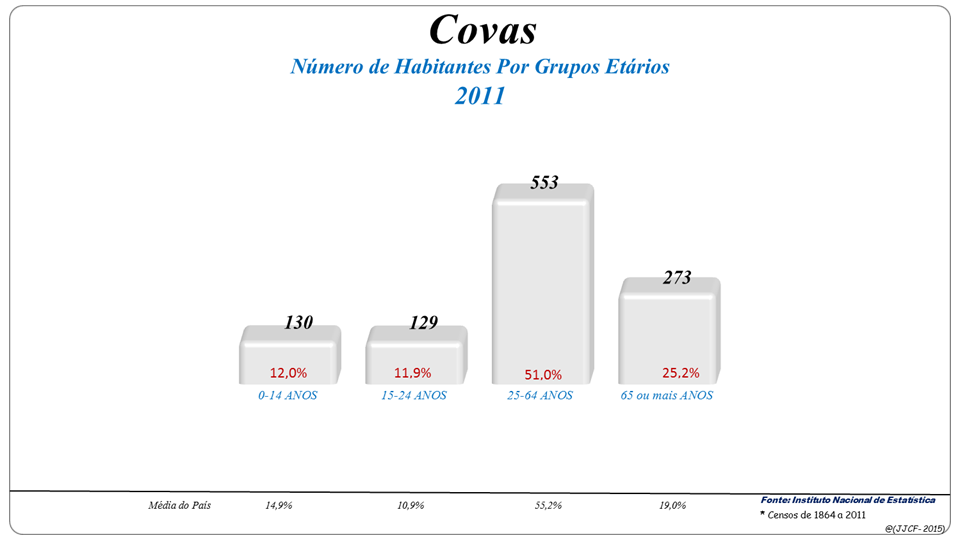
Grupos Etários (2001 e 2011)

| População da freguesia de Covas | População da freguesia de Covas | População da freguesia de Covas | População da freguesia de Covas | População da freguesia de Covas | População da freguesia de Covas | População da freguesia de Covas | População da freguesia de Covas | População da freguesia de Covas | População da freguesia de Covas | População da freguesia de Covas | População da freguesia de Covas | População da freguesia de Covas | População da freguesia de Covas | População da freguesia de Covas |
| ------------------------------- | ------------------------------- | ------------------------------- | ------------------------------- | ------------------------------- | ------------------------------- | ------------------------------- | ------------------------------- | ------------------------------- | ------------------------------- | ------------------------------- | ------------------------------- | ------------------------------- | ------------------------------- | ------------------------------- |
| 1864                            | 1878                            | 1890                            | 1900                            | 1911                            | 1920                            | 1930                            | 1940                            | 1950                            | 1960                            | 1970                            | 1981                            | 1991                            | 2001                            | 2011                            |
| 1 967                           | 2 046                           | 1 860                           | 1 813                           | 1 914                           | 1 890                           | 1 745                           | 1 890                           | 1 712                           | 1 674                           | 1 154                           | 1 439                           | 1 288                           | 1 196                           | 1 085                           |

## História
Covas era priorado da apresentação da Casa do Infantado, com 430$000 réis de rendimento anual. Esclareça-se, a propósito, que a Casa do Infantado constituiu uma organização patrimonial da família dos reis de Portugal criada na segunda metade do século XVII. Ao longo dos 180 anos da sua existência foi engrandecida com tais mercês que se tornou uma das maiores instituições senhoriais, estendendo o seu controlo a uma vastíssima zona da Nação e arrecadando enormes rendimentos, na maior parte de origem agrícola, outros de origem industrial e até de actividades ultramarinas. Desde 1654, os seus domínios estenderam-se ao Alentejo, Estremadura, Beiras, Minho e Trás-os-Montes. Surgindo então para dotar o infante D. Pedro, filho de D. João IV, com rendimentos próprios, tornou-se uma instituição patrimonial dos segundos filhos dos monarcas, com prerrogativas idênticas às da Casa de Bragança. Foi extinta no tempo de D. Pedro IV, em 1834, e os seus bens integrados na fazenda nacional.
Sendo já Seia um concelho, com alcaide e juiz, o foral de 1136, chamado nos monumentos da época "foro de Sena", estendeu-se, de acordo com o registado nas Inquirições de D. Afonso III, a todo o actual concelho de Tábua. Então havia dentro dos seus limites actuais seis paróquias: S. Mamede de Ázere, Santa Maria de Midões, S. Miguel de Oliveira, Santa Maria de Sinde, Santa Maria de Tábua e Santa Maria de Covas.
Por volta dos anos de 1200 "a paróquia de Covas era então das mais importantes do actual concelho de Tábua, pelas suas "villas". Uma destas, a própria de Covas, fora povoada a foro de jugada; mas os seus habitantes prosperaram de modo a poderem arcar com os encargos da cavalaria, elevando-se de jugadeiros a cavaleiros-vilões, o que outra coisa não quer dizer este passo das Inquirições: "villa de Covas solebat esse defensa de jugata per caballarium". No entanto, estava despovoada em meados do século XIII, pelas razões expostas aos inquiridores de D. Afonso III: "por causa dos mordomos de Seia que os fazem ir muitas vezes a Seia por achacamentos que lhes impõem, e por causa dos homens dos coutos, de ordens (mosteiros ou igrejas) e de fidalgos, que os têm subjugados, não tendo eles quem os defenda".
Covas aproveitou do foral passado a Lagos da Beira, concedido a 15 de Março de 1514. Pertenceu ao concelho de Midões, extinto em 31 de Dezembro de 1853.
No domingo da Pascoela aqui existia um curioso ritual, ligado à fertilização, de características muito peculiares. É a chamada Romagem do Gado e realiza-se em honra de São Geraldo. Os rebanhos da região são enfeitados, dando uma volta à igreja, sendo depois benzidos para que tenham um ano fértil. Nesta ocasião, as madrinhas compram as amêndoas para dar aos afilhados. Também era tradição nesta aldeia, as noivas acompanhadas de algumas amigas levarem arroz doce as casas dos convidados dentro de uma cesta de vime, simbolizando o convite para o casamento. A cesta era devolvida acompanhada de uma prenda.

## Lugares
A antiga freguesia integrava os seguintes lugares:
- Venda da Esperança;
- Balocas;
- Covas;
- Loureiro;
- Percelada;
- São Geraldo;
- Valongo;
- Vila Chã;
- Quinta da Barroca.

## Património
- Pelourinho de Percelada;
- Igreja Matriz;
- Capela Rainha Santa Helena;
- Capela da Nossa Senhora da Esperança;
- Capela de São Cristóvão;
- Capela Santo António;
- Capela de São Miguel;
- Capela de São Geraldo;
- Casa Ribelas;
- Sepulturas escavadas na rocha;
- Monte de Santa Cruz.